# 2020 en Tunisie
Chronologie de la Tunisie
- 2016
- 2017
- 2018
- 2019
- 2020
- 2021
- 2022
- 2023
- 2024

Cet article présente les faits marquants de l'année 2020 en Tunisie.

## Évènements
- 20 janvier : Elyes Fakhfakh est nommé chef du gouvernement tunisien.
- 2 mars : début officiel de la pandémie de Covid-19 en Tunisie. À la date du 11 décembre 2022, le bilan est de 29 272 morts. L'ensemble des 24 gouvernorats sont touchés.
- 6 mars : un attentat contre l'ambassade des États-Unis à Tunis tue un policier et blesse quatre autres policiers et une civile ; les deux terroristes meurent (un abattu et l'autre en kamikaze[1],[2].
- 13 mars : le chef du gouvernement Elyes Fakhfakh annonce le passage au niveau 2 avec la fermeture des cafés, restaurants et discothèques à partir de 16 heures, la suspension des prières collectives et l'annulation des congrès et des manifestations culturelles[3]. Les compétitions sportives quant à elles doivent se dérouler à huis clos[3]. Les frontières maritimes sont fermées et les liaisons aériennes interrompues avec l'Italie et limitées avec la France, l'Égypte, l'Espagne, le Royaume-Uni et l'Allemagne[3]. Par ailleurs, toute personne entrant sur le territoire doit s'isoler pendant quatorze jours[3].
- 23 mars : le ministre de la Santé annonce l'identification de quatre foyers de contamination par le coronavirus dans le pays (Djerba, La Marsa, Les Berges du Lac et La Soukra), causés par une série de contamination horizontale dans ces zones[4]. Le 12 avril 2020, un cinquième foyer est identifié dans le gouvernorat de Gafsa[5]. Le 14 avril 2020, un sixième foyer est identifié dans le gouvernorat de Sfax[6]. Le 2 août 2020, un septième foyer est identifié à l'aéroport de Tunis-Carthage[7]. Deux jours plus tard, un huitième foyer est identifié à Kairouan[8]. Le 25 août 2020, un septième foyer est identifié dans une usine de Ben Arous[9].
- 25 juillet : le ministre de l'Intérieur Hichem Mechichi est nommé chef du gouvernement tunisien.

## Culture

### Littérature
- 22 septembre : le Comar d'or est attribué à :
  - ouvrage en langue arabe :  ال نسبح في النهر م ّرتين (soit On ne nage pas au fleuve deux fois) de Hassouna Mosbahi (ar) ;
  - ouvrage en langue française : Merminus infinitif de Samir Makhlouf  .